# Carapelli
La Carapelli Firenze S.p.A. è un'azienda alimentare italiana specializzata nel settore dell'olio di oliva, fondata a Montevarchi il 23 settembre 1893 con sede a Tavarnelle Val di Pesa (FI), oggi di proprietà del gruppo spagnolo Deoleo S.A. (ex SOS Corporación Alimentaria S.A.).

## Storia
L'azienda fu fondata il 23 settembre 1893 a Montevarchi. L'attività consiste nella produzione e commercio di granaglie e di olio.
Nel 1926 sei dei tredici figli del fondatore Costantino Carapelli subentrano nella conduzione dell'azienda. Poco prima della seconda guerra mondiale l'azienda costruisce a Ponte a Ema vicino a Firenze un modernissimo molino per il grano e un frantoio per le olive. I bombardamenti della guerra però distrussero tutto, magazzini compresi.
I fratelli Carapelli ormai diventati industriali e non più commercianti, costruiscono un nuovo stabilimento a Novoli, periferia nord di Firenze.
Negli anni cinquanta comincia la distribuzione dei prodotti in tutta Italia e non più solo in Toscana.
Nel 1989 la famiglia Carapelli cede l'azienda alla Cereol, società del Gruppo Ferruzzi, a sua volta facente parte del colosso Montedison.
Nel giugno 2002 l'azienda viene ceduta ai fondi BS Private Equity, Arca Impresa Gestioni Sgr e Mps Venture.
Dal marzo 2006 a tutt'oggi Carapelli Firenze S.p.A. fa parte del gruppo spagnolo SOS Corporación Alimentaria S.A., oggi divenuto Deoleo S.A.

## Aspetti controversi
Nel 2010, in uno studio condotto da ricercatori dell'Università della California Davis Olive Center l'olio extravergine di oliva di Carapelli veniva identificato come erroneamente etichettato olio extra vergine di oliva.

Nel 2015, da campionamenti effettuati dai NAS di Torino, è emerso che la Carapelli avrebbe dichiarato al consumatore, scrivendolo sulle confezioni, che l'olio venduto era extravergine — o al cento per cento o comunque presente e miscelato con altri oli — quando in realtà sarebbe semplicemente stato «olio vergine», cioè appartenente a una categoria inferiore per qualità. Il legale rappresentante di Carapelli viene iscritto nel registro degli indagati con l'accusa di frode in commercio.

Nel 2017, Carapelli ha risposto alle accuse affermando che le notizie sul falso olio d'oliva, che erano basate su uno studio realizzato nel 2010 dall'Università della California Davis Olive Center, non erano vere e che lo studio è stato completamente screditato dall'International Olive Council (IOC) attraverso diverse dichiarazioni poiché la metodologia utilizzata non era in linea con gli standard IOC.